# دلقک‌های کلاه‌چرخان
دلقک‌های کلاه‌چرخان (انگلیسی: Clowns Spinning Hats) عنوان فیلم کوتاه و صامت آمریکایی است که در سال ۱۹۰۰ ساخته شد. شرکت سازنده این فیلم سیاه و سفید، «کمپانی تولیدی لوبین» می‌باشد.